# Ábádán
Ábádán (persky آبادان‎) je přístavní město na jihozápadě Íránu. V roce 2005 mělo 217 988 obyvatel. Je centrem zpracování ropy.
Ábádán leží na hranicích s Irákem, přibližně 50 kilometrů od Perského zálivu na ostrově s rozlohou 270 km² na řece Šatt al-Arab. Ve městě je mezinárodní letiště a technologický institut založený v roce 1939.
V roce 1847 se bývalé turecké území stalo součástí Íránu. V roce 1908 zde byla objevena ropa a o rok později vznikla první rafinérie. Během irácko-íránské války v roce 1980 bylo město částečně zničeno.